# راولو
راولو (به ایتالیایی: Ravello) یک کومونه در ایتالیا است که در استان سالرنو واقع شده‌است.

## خصوصیات
راولو ۷٫۹۴ کیلومترمربع مساحت و ۲٬۵۰۰ نفر جمعیت دارد و ۳۶۵ متر بالاتر از سطح دریا واقع شده‌است.